# Яблонное (городской округ Сокольский)
Яблонное — деревня в городском округе Сокольский Нижегородской области России.

## География
Деревня находится на северо-западе Нижегородской области, в пределах Волжско-Ветлужской низменной равнины, в зоне хвойно-широколиственных лесов, на расстоянии приблизительно 11 километров (по прямой) к северо-востоку от Сокольского, административного центра округа.

### Климат
Климат характеризуется как умеренно континентальный, с умеренно жарким коротким летом и холодной многоснежной зимой. Средняя температура воздуха самого холодного месяца (января) составляет −12 °C (абсолютный минимум — −46 °С); самого тёплого месяца (июля) — 18,5 °C (абсолютный максимум — 37 °С). Годовое количество атмосферных осадков не превышает 600 мм. Снежный покров устанавливается во второй половине ноября и держится 150—155 дней.
Часовой пояс
Деревня Яблонное, как и вся Нижегородская область, находится в часовой зоне МСК (московское время). Смещение применяемого времени относительно UTC составляет +3:00.

## Население
| 2002 | 2010 |
| ---- | ---- |
| 17   | ↘12  |

### Национальный состав
Согласно результатам переписи 2002 года, в национальной структуре населения русские составляли 100 %.

## Известные уроженцы и промыслы
Деревня Яблонное известна как родина мастеров-плотников и резчиков по дереву, работавших в Костромской и соседних губерниях в XIX — начале XX века. Их деятельность, связанная с отходничеством, оставила заметный след в деревянном зодчестве региона.
Емельян Степанович Зиринов (1812—1892) — наиболее известный мастер родом из Яблонного, плотник и резчик, основатель плотницкой артели, в которую входили его братья. Артель работала преимущественно в Макарьевском уезде Костромской губернии на реке Унже. В родной деревне Зиринов построил несколько домов, в том числе для своей семьи после пожара 1856 года. Эти постройки отличались скромным декором, но уже содержали характерные для его стиля элементы, такие как резные фигуры львов на фронтоне.
Артель Зиринова прославилась богатой «глухой» резьбой, украшавшей дома зажиточных крестьян и лесопромышленников. Характерной чертой декора были изображения мифологических существ, например «фараонок» (фигур с туловищем человека и рыбьим хвостом). На некоторых домах мастер оставлял резную подпись, например: «Мастер Емельян Степанович Зиринов» на доме Д. К. Липатова.
Среди наиболее известных сохранившихся работ артели Зиринова:
- Дом Д. К. Липатова из деревни Журавлёво (1857) — экспонат Костромского архитектурно-этнографического музея.
- Дом лесопромышленника А. Г. Серова из деревни Мытищи (1873) — также находится в экспозиции Костромского музея.
- Дом Сорокиной в деревне Щеголёво Ковернинского района (1859).
- Дом в деревне Огибное Семёновского городского округа (1870).
- Дом Блинова в деревне Слободское Борского городского округа.
- Дом Татьяны Черкасской в городе Юрьевец.

Из деревни Яблонное происходили и другие мастера. Николай Иванович Яблонский руководил артелью плотников и оставил свою подпись на доме 1896 года в деревне Кобылино (ныне Костромская область). По одной из версий, название деревни Яблонное могло быть связано с его фамилией. Константин Емельянович Сазонов возглавлял артель, работавшую в 1920-е годы; его резная подпись-аббревиатура «МКЕС» (Мастер Константин Емельянович Сазонов) сохранилась на доме Г. А. Капустина в деревне Федотово Макарьевского района.